# Station Manningtree
Manningtree is een spoorwegstation van National Rail in Manningtree, Tendring, Essex in Engeland. Het station is eigendom van Network Rail en wordt beheerd door Greater Anglia.
Het station ligt aan het Great Eastern Main Line van Londen naar Norwich, 90 km ten noordoosten van Londen. In Manningtree is ook de splitsing van de Mayflower Lijn naar Harwich.

## Treinverbindingen
Alle passagierstreinen worden door Greater Anglia gereden. De dienstregeling is als volgt:
- Intercity London Liverpool Street naar Norwich. 
  - 1 trein per uur die stopt in Londen Liverpool Street, Colchester, Manningtree, Ipswich, Diss en Norwich. Rijdt niet op zondag.

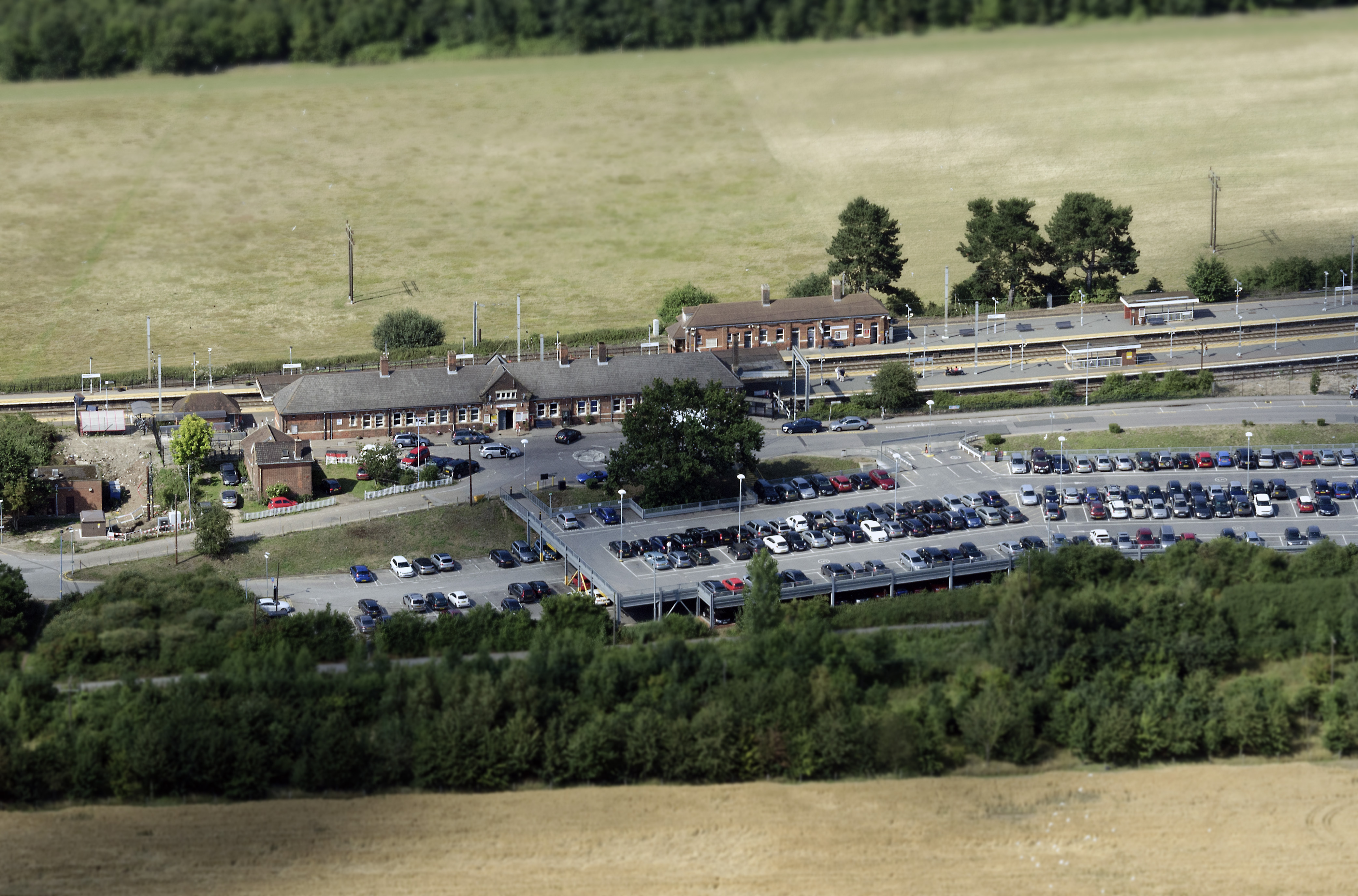
Overzicht

  - 1 trein per uur die stopt in Londen Liverpool Street, Stratford, Chelmsford, Colchester, Manningtree, Ipswich, Stowmarket, Diss en Norwich.
- Sneltrein London Liverpool Street naar Ipswich.
  - 1 trein per uur die stopt in Londen Liverpool Street, Stratford, Shenfield, Chelmsford, Hatfield Peverel, Witham, Kelvedon, Marks Tey, Colchester, Manningtree en Ipswich.
- Stoptrein Manningtree naar Harwich Town.
  - 1 trein per uur die stopt in Manningtree, Mistley, Wrabness, Harwich International, Dovercourt en Harwich Town.